# Písac (Perú)
Písac es una localidad peruana ubicada en la región Cusco, provincia de Calca, distrito de Písac. Es asimismo capital del distrito de Písac.
Se encuentra a 30 kilómetros de la ciudad del Cusco a una altitud de 2966 m s. n. m. La localidad es conocida por su feria de artesanías.
En lo alto la montaña se encuentra el parque arqueológico de Písac construidos entre los siglos X y XI.

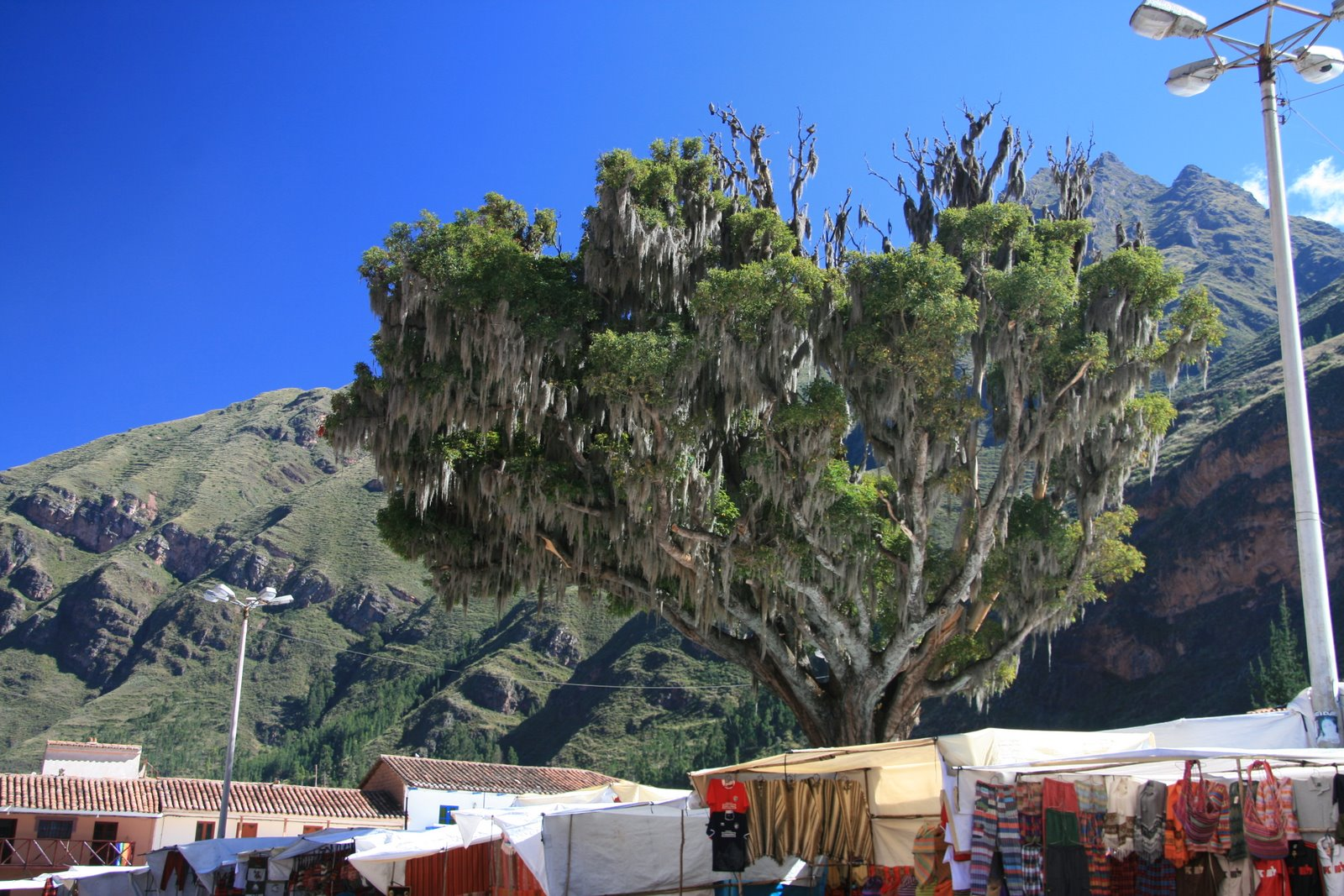

## Clima
| Parámetros climáticos promedio de Písac | Parámetros climáticos promedio de Písac | Parámetros climáticos promedio de Písac | Parámetros climáticos promedio de Písac | Parámetros climáticos promedio de Písac | Parámetros climáticos promedio de Písac | Parámetros climáticos promedio de Písac | Parámetros climáticos promedio de Písac | Parámetros climáticos promedio de Písac | Parámetros climáticos promedio de Písac | Parámetros climáticos promedio de Písac | Parámetros climáticos promedio de Písac | Parámetros climáticos promedio de Písac | Parámetros climáticos promedio de Písac |
| Mes                                     | Ene.                                    | Feb.                                    | Mar.                                    | Abr.                                    | May.                                    | Jun.                                    | Jul.                                    | Ago.                                    | Sep.                                    | Oct.                                    | Nov.                                    | Dic.                                    | Anual                                   |
| --------------------------------------- | --------------------------------------- | --------------------------------------- | --------------------------------------- | --------------------------------------- | --------------------------------------- | --------------------------------------- | --------------------------------------- | --------------------------------------- | --------------------------------------- | --------------------------------------- | --------------------------------------- | --------------------------------------- | --------------------------------------- |
| Temp. máx. media (°C)                   | 20.5                                    | 20.2                                    | 20.7                                    | 21.1                                    | 20.8                                    | 20.6                                    | 20.3                                    | 21.5                                    | 21.3                                    | 22.5                                    | 22                                      | 20.8                                    | 21                                      |
| Temp. media (°C)                        | 14                                      | 13.9                                    | 14.1                                    | 13.6                                    | 12.5                                    | 11.5                                    | 11.4                                    | 12.4                                    | 13.5                                    | 14.8                                    | 14.6                                    | 14.2                                    | 13.4                                    |
| Fuente: climate-data.org                |                                         |                                         |                                         |                                         |                                         |                                         |                                         |                                         |                                         |                                         |                                         |                                         |                                         |